# 小竹鼠屬
小竹鼠（学名：Cannomys badius），哺乳綱、囓齒目、鼴形鼠科、小竹鼠属的唯一种，分布于孟加拉国、不丹、柬埔寨、中国、印度、缅甸、尼泊尔和泰国。小竹鼠体型小而粗壮呈圆柱形，四肢短而粗，形似鼹鼠。体长约为 200 毫米，尾部约为 60 毫米，重量在 210 至 340 克之间。耳朵小，隐藏在皮毛里。皮毛柔软而浓密，上部呈红棕色至灰棕色，下部较浅且较薄。

## 保护
本种于2023年被收录入《有重要生态、科学、社会价值的陆生野生动物名录》。